# Verdedigingswerken van Dendermonde

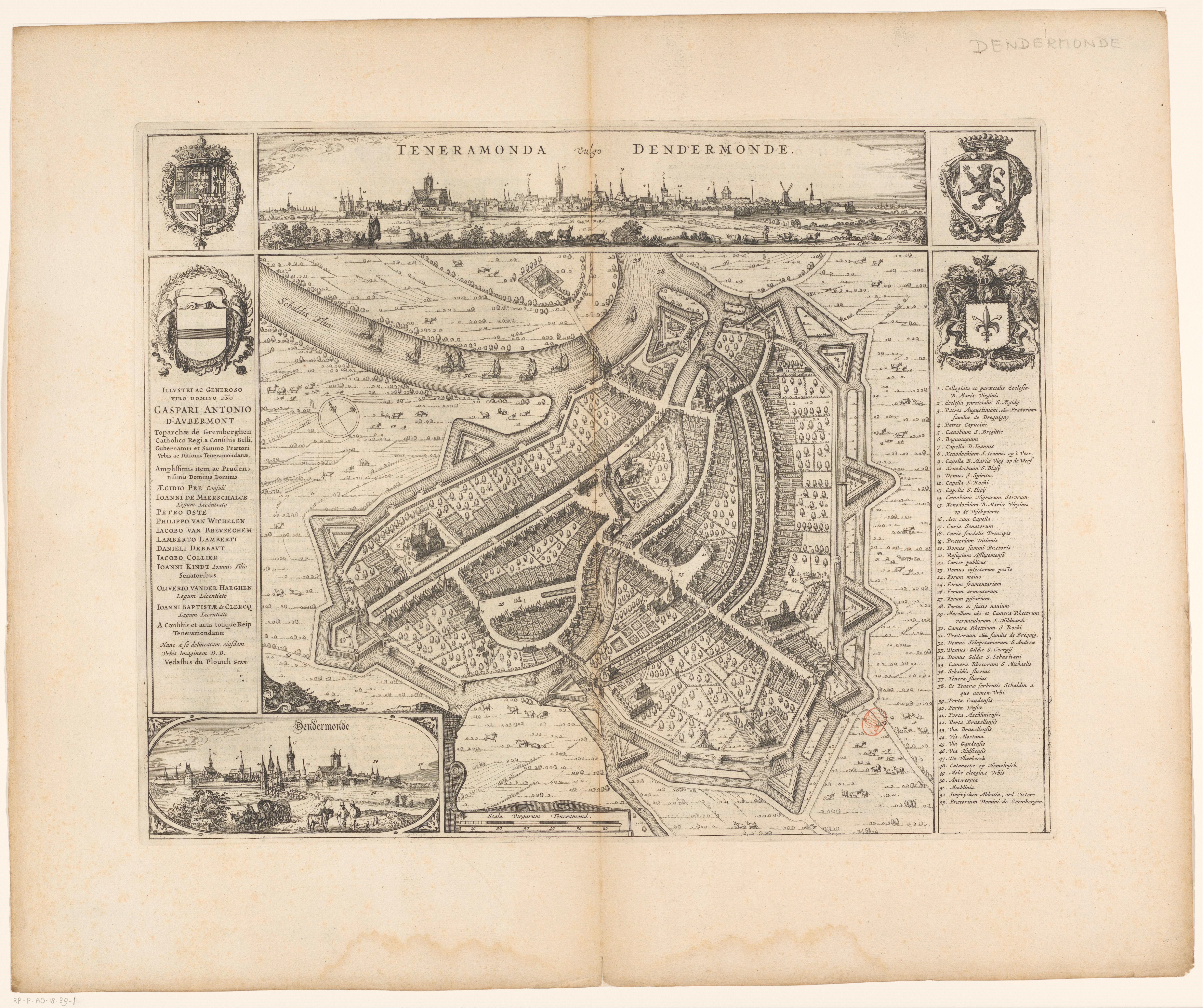
17e-eeuwse kaart van Dendermonde

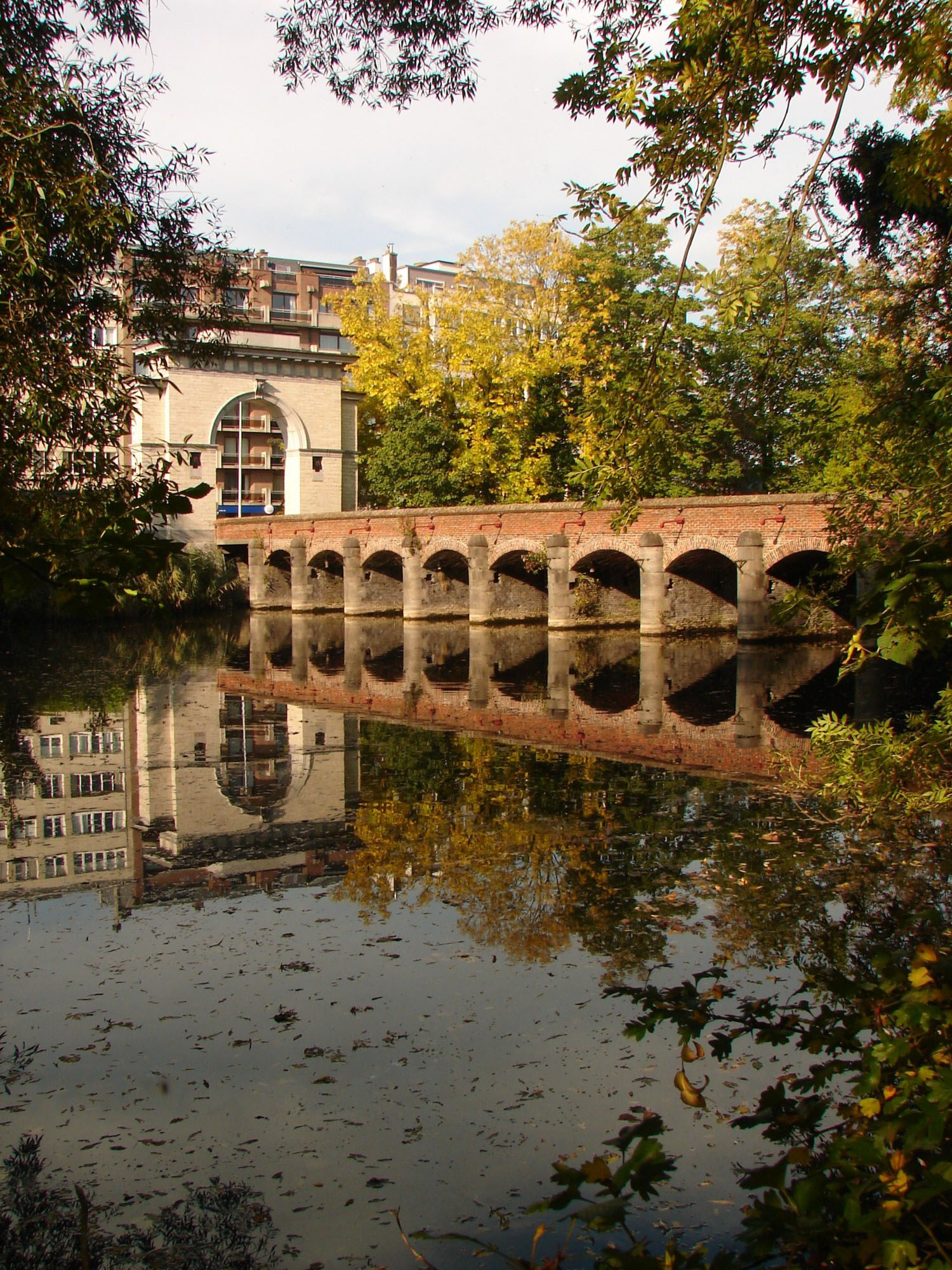
De 19e-eeuwse Brusselse Poort

De Verdedigingswerken van Dendermonde zijn een stelsel van verdedigingswerken in de Oost-Vlaamse stad Dendermonde.

## Geschiedenis
De eerste verwijzing naar verdedigingswerken van Dendermonde is een oorkonde uit 1190, waarin gewag wordt gemaakt van een waterpoort over de Dender. De werken werden in de loop van de 13e eeuw uitgebreid, vooral in oostelijke richting. In de 2e helft van de 14e eeuw werden de stadswallen versterkt. De werken werden sterk beschadigd bij de inname van de stad door de Gentenaars in 1380 tijdens de Gentse Opstand tegen Graaf Lodewijk van Male, onder wiens rechtstreekse bewind de stad Dendermonde viel. Het duurde jaren voor een nieuwe verdedigingsgordel tot stand kwam die nu bakstenen stadsmuren met torens en stadspoorten kreeg. Er waren vier stadspoorten: de Steenpoort, de Scheldepoort, de Brusselse Poort en de Mechelse Poort.
De verdedigingsgordel werd opnieuw gemoderniseerd in 1577-1578, omdat door het gebruik van buskruit de artillerie steeds krachtiger werd. Er werden wallen en bastions aangelegd. Tijdens de Spaanse Successieoorlog werd, in 1706, de stad goeddeels verwoest en ook de vestingwerken liepen grote schade op. In 1708 werden nieuwe versterkingen gebouwd volgens de principes van Vauban. Omstreeks 1780 werden de wallen geslecht op bevel van Keizer Jozef II.
Vanaf 1816 werd de stad opnieuw versterkt, nu tegen de Fransen in het kader van de Wellingtonbarrière. Tussen 1822 en 1830 werden de Dendermondse verdedigingswerken aangelegd naar ontwerp van de Noord-Nederlander Cornelis Alewijn. Er kwam een omwalling met elf saillanten en bastions, waaronder Bastion V. Ook werden in plaats van de vier middeleeuwse stadspoorten nu een viertal identieke stadspoorten opgericht, waarvan de Brusselse Poort en de Mechelse poort bewaard zijn gebleven.
Ook na de onafhankelijkheid van België (in 1830) bleven de versterkingen in Dendermonde bewaard en tussen 1857 en 1879 vonden er zelfs nog uitbreidingen plaats. Zo ontstonden een kruitmagazijn, een patronenfabriek en een laboratorium.
Geleidelijk aan verloren de vestingwerken hun militaire nut en in 1906 werden de vestingwerken gedeclasseerd. In 1914 richtte de Duitse bezetter grote verwoestingen aan in de stad. In de jaren '30 van de 20e eeuw werd een deel van de vestinggracht gedempt en werden delen van de aarden omwalling opgeruimd. In de jaren '40 en '50 van de 20e eeuw werd op een deel van de vesting een stadspark aangelegd.